# Australien i olympiska sommarspelen 2000
Australien var värdnation för de olympiska sommarspelen 2000 och deltog med en trupp bestående av 617 deltagare, 341 män och 276 kvinnor, och de tog totalt 58 medaljer.

## Medaljer

### Guld
- Simon Fairweather - Bågskytte, individuellt
- Cathy Freeman - Friidrott, 400 m
- Brett Aitken och Scott McGrory - Cykling, madison
- Phillip Dutton, Andrew Hoy, Stuart Tinney och Matthew Ryan - Ridsport, fälttävlan lag
- Landhockeylandslaget damer (Kate Allen, Alyson Annan, Renita Farrell, Juliet Haslam, Rechelle Hawkes, Nikki Hudson, Rachel Imison, Clover Maitland, Claire Mitchell-Taverner, Jenny Morris, Alison Peek, Katrina Powell, Lisa Powell, Angie Skirving, Kate Starre och Julie Towers)
- Michael Diamond - Skytte, trap
- Ian Thorpe - Simning, 400 m frisim
- Grant Hackett - Simning, 1 500 m frisim
- Michael Klim, Ian Thorpe, Ashley Callus, Chris Fydler, Todd Pearson (i kval), Adam Pine (i kval) - Simning, 4 x 100 m frisim
- Ian Thorpe, Michael Klim, Todd Pearson, William Kirby, Grant Hackett (i kval), Daniel Kowalski (i kval) - Simning, 4 x 200 m frisim
- Susie O'Neill - Simning, 200 m frisim
- Tom King och Mark Turnbull - Segling, 470
- Jenny Armstrong och Belinda Stowell - Segling, 470
- Lauren Burns - Taekwondo, flugvikt
- Natalie Cook och Kerri Pottharst - Volleyboll, beachvolleyboll
- Vattenpololandslaget damer (Taryn Woods, Debbie Watson, Liz Weekes, Danielle Woodhouse, Bronwyn Mayer, Gail Miller, Melissa Mills, Simone Hankin, Yvette Higgins, Kate Hooper, Naomi Castle, Joanne Fox och Bridgette Gusterson)

### Silver
- Jai Taurima - Friidrott, längdhopp
- Tatjana Grigorieva - Friidrott, stavhopp
- Basketlandslaget damer (Rachael Sporn, Michele Timms, Jennifer Whittle, Lauren Jackson, Annie la Fleur, Shelley Sandie, Trisha Fallon, Kristi Harrower, Jo Hill, Carla Boyd, Michelle Brogan och Sandy Brondello)
- Daniel Collins och Andrew Trim - Kanotsport, K-2 500 meter
- Michelle Ferris - Cykling, sprint 500 m
- Gary Neiwand - Cykling, keirin
- Andrew Hoy - Ridsport, fälttävlan individuell
- Ji Wallace - Gymnastik, trampolin
- Nick Porzig, Christian Ryan, Stuart Welch, Brett Hayman, Robert Jahrling, Mike McKay, Daniel Burke, Jaime Fernandez och Alastair Gordon - Rodd, åtta med styrman
- Robert Richards, Darren Balmforth, Simon Burgess och Anthony Edwards - Rodd, fyra med styrman lättvikt
- Kate Slatter och Rachael Taylor - Rodd, två utan styrman
- Russell Mark - Skytte, dubbeltrap
- Ian Thorpe - Simning, 200 m fristil
- Kieren Perkins - Simning, 1 500 m fristil
- Matthew Welsh - Simning, 1 500 m ryggsim
- Michael Klim - Simning, 100 m fjäril
- Matthew Welsh, Regan Harrison, Geoff Huegill, Michael Klim, Josh Watson (i kval), Ryan Mitchell (i kval), Adam Pine (i kval) och Ian Thorpe (i kval) - Simning, 4 x 100 m medley
- Leisel Jones - Simning, 100 m bröstsim
- Susie O'Neill - Simning, 200 m fjäril
- Susie O'Neill, Giaan Rooney, Kirsten Thomson, Petria Thomas, Jacinta van Lint (i kval) och Elka Graham (i kval) - Simning, 4 x 200 m fristil
- Petria Thomas, Dyana Calub, Leisel Jones, Susie O'Neill, Giaan Rooney (i kval), Tarnee White (i kval) och Sarah Ryan (i kval) - Simning, 4 x 100 m medley
- Daniel Trenton - Taekwondo, tungvikt
- Todd Woodbridge och Mark Woodforde - Tennis, dubbeln
- Michellie Jones - Triathlon
- Darren Bundock och John Forbes - Segling, tornado

### Brons
- Katrin Borchert - Kanotsport, K-1 500 m
- Shane Kelly - Cykling, sprint 1 km
- Bradley McGee - Cykling, förföljelselopp 4 km
- Gary Neiwand, Sean Eadie och Darryn Hill - Cykling, lagsprint
- Robert Newbery och Dean Pullar - Simhopp, synkroniserad 3 m
- Rebecca Gilmore och Loudy Tourky - Simhopp, synkroniserad 10 m
- Landhockeylandslaget herrar (Michael Brennan, Adam Commens, Stephen Davies, Damon Diletti, Lachlan Dreher, Jason Duff, Troy Elder, James Elmer, Paul Gaudoin, Stephen Holt, Brent Livermore, Daniel Sproule, Jay Stacy, Craig Victory, Matthew Wells och Michael York)
- Maria Pekli - Judo, lättvikt 57 kg
- Matthew Long och James Tomkins - Rodd, två utan styrman
- James Stewart, Ben Dodwell, Bo Hanson och Geoffrey Stewart - Rodd, fyra utan styrman
- Annemarie Forder - Skytte, 10 meter luftpistol
- Softbollandslaget damer (Natalie Titcume, Natalie Ward, Brooke Wilkins, Sally McDermid, Simmone Morrow, Melanie Roche, Selina Follas, Kelly Hardie, Tanya Harding, Kerry Dienelt, Peta Edebone, Sue Fairhurst, Sandy Lewis, Joanne Brown och Fiona Crawford)
- Matthew Welsh - Simning, 200 m bröstsim
- Geoff Huegill - Simning, 100 m fjäril
- Justin Norris - Simning, 200 m fjäril
- Petria Thomas - Simning, 200 m fjäril
- Michael Blackburn - Segling, laser

## Badminton
Mixeddubbel
- David Bamford & Amanda Hardy
  - Sextondelsfinal — förlorade mot Chris Bruil & Erica van den Heuvel, Nederländerna
- Peter Blackburn & Rhonda Cator
  - Sextondelsfinal — förlorade mot Khunakorn Sudhisodhi & Saralee Toongthongkam, Thailand

Damdubbel
- Rhonda Cator & Amanda Hardy, Australien
  - Sextondelsfinal — förlorade mot Milaine Cloutier & Robbyn Hermitage, Kanada
- Rayoni Head & Kellie Lucas
  - Sextondelsfinal — förlorade mot Sujitra Eakmongkolpaisarn & Saralee Toongthongkam, Thailand

Damsingel
- Rhonda Cator
  - 32-delsfinal — bye
  - Sextondelsfinal — förlorade mot Nicole Grether, Tyskland
- Rayoni Head
  - 32-delsfinal — defeated Robbyn Hermitage, Kanada
  - Sextondelsfinal — förlorade mot Chan Ya-Lin, Kina-Taipei

Herrdubbel
- David Bamford & Peter Blackburn
  - Sextondelsfinal — förlorade mot Michael Logosz & Robert Mateusiak, Polen

Herrsingel
- Rio Suryana
  - 32-delsfinal — bye
  - Sextondelsfinal — förlorade mot Svetoslav Stoyanov, Bulgarien

## Baseboll
I gruppspelet mötte alla lag varandra och de fyra bästa lagen (Kuba, USA, Sydkorea och Japan) gick vidare. 
| Nation        | Segrar | Förluster | Tiebreaker |
| ------------- | ------ | --------- | ---------- |
| Kuba          | 6      | 1         | 1-0        |
| USA           | 6      | 1         | 0-1        |
| Sydkorea      | 4      | 3         | 1-0        |
| Japan         | 4      | 3         | 1-0        |
| Nederländerna | 3      | 4         |            |
| Italien       | 2      | 5         | 1-0        |
| Australien    | 2      | 5         | 0-1        |
| Sydafrika     | 1      | 6         |            |

## Basket
Herrar
Gruppspel
| USA         | 5 | 0 | 505 | 359 | +146 | 10 |       |
| Italien     | 3 | 2 | 332 | 349 | −17  | 8  | 1W–0L |
| Litauen     | 3 | 2 | 372 | 339 | +33  | 8  | 0W–1L |
| Frankrike   | 2 | 3 | 372 | 374 | −2   | 7  | 1W–0L |
| Kina        | 2 | 3 | 368 | 419 | −51  | 7  | 0W–1L |
| Nya Zeeland | 0 | 5 | 307 | 416 | −109 | 5  |       |

Damer
Gruppspel
| Kanada      | 4 | 1 | 433 | 373 | +60  | 9 | 1W–0L |
| Jugoslavien | 4 | 1 | 372 | 338 | +34  | 9 | 0W–1L |
| Australien  | 3 | 2 | 408 | 407 | +1   | 8 | 1W–0L |
| Ryssland    | 3 | 2 | 367 | 328 | +39  | 8 | 0W–1L |
| Spanien     | 1 | 4 | 349 | 376 | −27  | 6 |       |
| Angola      | 0 | 5 | 303 | 410 | −107 | 5 |       |

Slutspel
|  | Kvartsfinaler | Kvartsfinaler |              |     | Semifinaler | Semifinaler   |              |            | Final      | Final |
|  | 0             | 0             | 0            | 0   | 0           | 0             | 0            | 0          | 0          | 0     |
|  |               |               | 0            | 0   |             |               | 0            | 0          |            |       |
|  |               |               | 0            | 0   |             |               | 0            | 0          |            |       |
|  | 0 USA         | 085           | 0            | 0   |             |               | 0            | 0          |            |       |
|  | 0 USA         | 085           | 0            | 0   |             |               | 0            | 0          |            |       |
|  | 0 Ryssland    | 070           | 0            | 0   |             |               | 0            | 0          |            |       |
|  | 0 Ryssland    | 070           | 0            | 0   | 0 USA       | 085           | 0            | 0          |            |       |
|  |               |               | 0            | 0   | 0 USA       | 085           | 0            | 0          |            |       |
|  | 0             | 0 Litauen     | 0            | 083 | 0           |               |              | 0          |            |       |
|  | 0             | 0 Litauen     | 0            | 083 | 0           | 0 Jugoslavien | 063          | 0          |            |       |
|  | 0             |               |              |     |             | 0 Jugoslavien | 063          | 0          |            |       |
|  | 0             | 0 Litauen     | 076          | 0   |             |               |              | 0          |            |       |
|  | 0             | 0 Litauen     | 076          | 0   | 0 USA       | 085           |              | 0          |            |       |
|  | 0             |               |              | 0   | 0 USA       | 085           |              | 0          |            |       |
|  | 0             | 0             | 0 Frankrike  | 0   | 075         |               |              |            |            |       |
|  | 0             | 0             | 0 Frankrike  | 0   | 075         | 0 Italien     | 062          |            |            |       |
|  | 0             | 0             |              |     |             |               | 062          |            |            |       |
|  | 0             | 0             | 0 Australien | 065 | 0           |               |              |            |            |       |
|  | 0             | 0             | 0 Australien | 065 | 0           | 0 Australien  | 052          | Bronsmatch | Bronsmatch |       |
|  | 0             | 0             |              |     | 0           | 0 Australien  | 052          | Bronsmatch | Bronsmatch |       |
|  | 0             | 0             | 0 Frankrike  | 076 | 0           | 0             |              |            |            |       |
|  | 0             | 0             | 0 Frankrike  | 076 | 0           | 0             | 0 Kanada     | 063        | 0 Litauen  | 089   |
|  | 0             | 0             |              |     | 0           | 0             | 0 Kanada     | 063        | 0 Litauen  | 089   |
|  | 0             | 0             | 0 Frankrike  | 068 | 0           | 0             | 0 Australien | 071        |            |       |
|  | 0             | 0             | 0 Frankrike  | 068 | 0           | 0             | 0 Australien | 071        |            |       |
|  |               |               |              |     |             |               |              |            |            |       |
|  |               |               |              |     |             |               |              |            |            |       |

## Brottning
- Ali Abdo

## Bågskytte
| Herrarnas individuella |                   |                                |                   |                      |                           |                      |               |               |              |
|                        | Simon Fairweather | Simon Fairweather              | Simon Fairweather | Scott Hunter-Russell | Scott Hunter-Russell      | Scott Hunter-Russell | Matthew Gray  | Matthew Gray  | Matthew Gray |
| 1/32-delsfinal         | Besegrade         | Juan Carlos Stevens Kuba       | 170-161           | Besegrade            | Ozdemir Akbal Turkiet     | 154-146              | Förlorade mot | Hua Tang Kina | 163-161      |
| 1/16-delsfinal         | Besegrade         | Jocelyn de Grandis Frankrike   | 161-150           | Förlorade mot        | Michele Frangilli Italien | 164-154              | -             | -             | -            |
| 1/8-final              | Besegrade         | Ismely Arias Kuba              | 167-163           | -                    | -                         | -                    | -             | -             | -            |
| Kvartsfinal            | Besegrade         | Baljinima Tsyrempilov Ryssland | 113-104           | -                    | -                         | -                    | -             | -             | -            |
| Semifinal              | Besegrade         | Wietse van Alten Nederländerna | 112-110           | -                    | -                         | -                    | -             | -             | -            |
| Final                  | Besegrade         | Victor Wunderle USA            | 113-106           | -                    | -                         | -                    | -             | -             | -            |
|                        | Guld              | Guld                           | Guld              | -                    | -                         | -                    | -             | -             | -            |

| Damernas individuella |                     |                         |                     |                  |                         |                  |                  |                              |                  |
|                       | Michelle Tremelling | Michelle Tremelling     | Michelle Tremelling | Melissa Jennison | Melissa Jennison        | Melissa Jennison | Kate Fairweather | Kate Fairweather             | Kate Fairweather |
| 1/32-delsfinal        | Besegrade           | Janet Dykman USA        | 154-146             | Besegrade        | Khatuna Lorigi Georgien | 160-151          | Besegrade        | Khatuna Phutkaradze Georgien | 166-158          |
| 1/16-delsfinal        | Besegrade           | Kirstin Lewis Sydafrika | 162-147             | Förlorade mot    | Soo-Nyung Kim Sydkorea  | 164-159          | Förlorade mot    | Sayoko Kawauchi Japan        | 160-158          |
| 1/8-delsfinal         | Förlorade mot       | Soo-Nyung Kim Sydkorea  | 168-158             | -                | -                       | -                | -                | -                            | -                |

Damernas lagtävling
- Tremelling, Jennison, och Fairweather — åttondelsfinal, 9:e plats (0-1)

Herrarnas lagtävling
- Fairweather, Hunter-Russell, och Gray — åttondelsfinal, 12:e plats (0-1)

## Cykling

### Terrängcykling
Herrarnas terränglopp
- Cadel Evans
  - Final — 2:13:31,65 (7:e plats)
- Paul Rowney
  - Final — 2:14:22,44 (10:e plats)
- Rob Woods
  - Final — 2:14:42,20 (13:e plats)

Damernas terränglopp
- Mary Grigson
  - Final — 1:53:22,57 (6:e plats)
- Anna Baylis
  - Final — 2:00:53,20 (21:e plats)

### Landsväg
Herrarnas tempolopp
- Nathan O'Neill
  - Final — 1:00:32 (→ 19:e plats)

Herrarnas linjelopp
- Robbie McEwen
  - Final — 5:30:46 (→ 19:e plats)
- Henk Vogels
  - Final — 5:30:46 (→ 30:e plats)
- Stuart O'Grady
  - Final — 5:36:14 (→ 77:e plats)
- Scott McGrory
  - Final — DNF
- Matt White
  - Final — DNF

Damernas tempolopp
- Anna Wilson
  - Final — 0:42:58 (→ 4:e plats)
- Tracey Gaudry
  - Final — 0:45:11 (→ 21:e plats)

Damernas linjelopp
- Anna Wilson
  - Final — 3:06:31 (→ 4:e plats)
- Tracey Gaudry
  - Final — 3:06:31 (→ 23rd place)
- Juanita Feldhahn
  - Final — 3:06:37 (→ 28:e plats)

### Bana

#### Herrar
Herrarnas förföljelse
- - Semifinal — förlorade mot Robert Bartko från Tyskland
  - Final — Besegrade Rob Hayles från Storbritannien — Brons
- Robert Lukes
  - Kval — 04:31,162 (gick inte vidare)

Herrarnas tempolopp
- Shane Kelly
  - Final — 01:02,818 (Brons)

Herrarnas poänglopp
- Stuart O'Grady
  - Points — 26
  - Laps Down — 2 (10:e plats)

Herrarnas keirin
- Gary Neiwand
  - Första omgången — Heat — 1; Plats — 2
  - Andra omgången — Heat — 2; Plats — 2
  - Final — 2:e plats — Silver

Herrarnas sprint
- Sean Eadie, Darryn Hill, Gary Neiwand
  - Kval — 44,719
  - Andra omgången — 44,745
  - Final — 45,161 (Brons)

Herrarnas lagförföljelse
- Brett Aitken, Graeme Brown, Brett Lancaster, Michael Rogers
  - Kval — 04:06,361
  - Kvartsfinal — 04:03,209 (gick inte vidare)

Herrarnas Madison
- Scott McGrory, Brett Aitken
  - Final — 26 (Guld)

#### Damer
Herrarnas sprint
- Michelle Ferris
  - Kval — 11,512
  - Åttondelsfinal — Besegrade Yan Wang från Kina
  - Kvartsfinal — Besegrade Daniela Larreal från Venezuela
  - Semifinal — förlorade mot Félicia Ballanger från Frankrike
  - Final — förlorade mot Iryna Yanovych från Ukraina (4:e plats)

Damernas förföljelse
- - Kval — 03:38,223 (gick inte vidare)

Damernas tempolopp
- Michelle Ferris
  - Final — 34,696 (Silver)
- Lyndelle Higginson
  - Final — 35,859 (14:e plats)

Damernas poänglopp
- Alayna Burns
  - Poäng — 7 (9:e plats)

## Friidrott

### Herrar
Herrarnas 100 meter
- Patrick Johnson
  - Omgång 1 — 10,31
  - Omgång 2 — 10,44 (→ gick inte vidare)
- Matt Shirvington
  - Omgång 1 — 10,35
  - Omgång 2 — 10,13
  - Semifinal — 10,26 (→ gick inte vidare)
- Paul di Bella
  - Omgång 1 — 10,52 (→ gick inte vidare)

Herrarnas 200 meter
- Patrick Johnson
  - Omgång 1 — 20,88
  - Omgång 2 — 20,87 (→ gick inte vidare)
- Matt Shirvington
  - Omgång 1 — 20,91
  - Omgång 2 — DNS (→ gick inte vidare)
- Darryl Wohlsen
  - Omgång 1 — 20,98 (→ gick inte vidare)

Herrarnas 400 meter
- Casey Vincent
  - Omgång 1 — 45,49
  - Omgång 2 — 45,45
  - Semifinal — 45,61 (→ gick inte vidare)
- Patrick Dwyer
  - Omgång 1 — 45,82
  - Omgång 2 — 45,38
  - Semifinal — 45,7 (→ gick inte vidare)
- Daniel Batman
  - Omgång 1 — DNF (→ gick inte vidare)

Herrarnas 800 meter
- Grant Cremer
  - Omgång 1 — 01:45,86
  - Semifinal — 01:52,57 (→ gick inte vidare)
- Kris McCarthy
  - Omgång 1 — 01:48,92 (→ gick inte vidare)

Herrarnas 1 500 meter
- Nick Howarth
  - Omgång 1 — 03:45,46 (→ gick inte vidare)

Herrarnas 5 000 meter
- Mizan Mehari
  - Omgång 1 — 13:24,56
  - Final — 13:42,03 (→ 12:e plats)
- Michael Power
  - Omgång 1 — 13:51,00 (→ gick inte vidare)
- Craig Mottram
  - Omgång 1 — 13:31,06 (→ gick inte vidare)

Herrarnas 10 000 meter
- Sisay Bezabeh
  - Omgång 1 — 28:21,63 (→ gick inte vidare)
- Shaun Creighton
  - Omgång 1 — 28:52,71 (→ gick inte vidare)

Herrarnas 110 meter häck
- Kyle Vander-Kuyp
  - Omgång 1 — 13,67
  - Omgång 2 — 13,62
  - Semifinal — 13,63 (→ gick inte vidare)

Herrarnas 400 meter häck
- Blair Young
  - Omgång 1 — 49,75
  - Semifinal — 49,2 (→ gick inte vidare)
- Rohan Robinson
  - Omgång 1 — 50,8 (→ gick inte vidare)
- Matthew Beckenham
  - Omgång 1 — 51,27 (→ gick inte vidare)

Herrarnas 4 x 100 meter
- Paul di Bella, Patrick Johnson, Matt Shirvington, och Darryl Wohlsen
  - Omgång 1 — 38,76
  - Semifinal — DSQ (→ gick inte vidare)

Herrarnas 4 x 400 meter
- Patrick Dwyer, Michael Hazel, Brad Jamieson, Casey Vincent, och Blair Young
  - Omgång 1 — 03:04,13
  - Semifinal — 03:01,91
  - Final — 03:03,91 (→ 7:e plats)

Herrarnas 3 000 meter hinder
- Chris Unthank
  - Omgång 1 — 09:11,19 (→ gick inte vidare)

Herrarnas kulstötning
- Justin Anlezark
  - Kval — 18.59 (→ gick inte vidare)

Herrarnas spjutkastning
- Andrew Martin
  - Kval — 81,31 (→ gick inte vidare)
- Adrian Hatcher
  - Kval — 79,23 (→ gick inte vidare)
- Andrew Currey
  - Kval — 78,12 (→ gick inte vidare)

Herrarnas släggkastning
- Stuart Rendell
  - Kval — 72,86 (→ gick inte vidare)

Herrarnas längdhopp
- Peter Burge
  - Kval — 8,06
  - Final — 8,15 (→ 6:e plats)
- Jai Taurima
  - Kval — 8,09
  - Final — 8,49 (→ Silver)

Herrarnas tresteg
- Andrew Murphy
  - Kval — 17,12
  - Final — 16,80 (→ 10:e plats)

Herrarnas höjdhopp
- Tim Forsyth
  - Kval — 2,24 (→ gick inte vidare)

Herrarnas stavhopp
- Dmitriy Markov
  - Kval — 5,70
  - Final — 5,80 (→ 5:e plats)
- Viktor Chistiakov
  - Kval — 5,70
  - Final — 5,80 (→ 5:e plats)
- Paul Burgess
  - Kval — 5,55 (→ gick inte vidare)

Herrarnas 20 kilometer gång
- Nathan Deakes
  - Final — 1:21:03 (→ 8:e plats)
- Nicholas A'Hern
  - Final — 1:21:34 (→ 10:e plats)
- Dion Russell
  - Final — 1:25:26 (→ 25:e plats)

Herrarnas 50 kilometer gång
- Nathan Deakes
  - Final — 3:47:29 (→ 6:e plats)
- Dion Russell
  - Final — 4:02:50 (→ 27:e plats)
- Duane Cousins
  - Final — 4:10:43 (→ 34:e plats)

Herrarnas maraton
- Steve Moneghetti
  - Final — 2:14:50 (→ 10:e plats)
- Rod de Highden
  - Final — 2:18:04 (→ 28:e plats)
- Lee Troop
  - Final — 2:29:32 (→ 66:e plats)

Herrarnas tiokamp
- Scott Ferrier
  - 100 m — 11,11
  - Längd — 7,19
  - Kula — 13,50
  - Höjd — 1,97
  - 400 m — DNS

### Damer
Damernas 100 meter
- Melinda Gainsford-Taylor
  - Omgång 1 — 11,34
  - Omgång 2 — 11,24
  - Semifinal — 11,45 (→ gick inte vidare)
- Lauren Hewitt
  - Omgång 1 — 11,42
  - Omgång 2 — 11,54 (→ gick inte vidare)

Damernas 200 meter
- Melinda Gainsford-Taylor
  - Omgång 1 — 22,71
  - Omgång 2 — 22,49
  - Semifinal — 22,61
  - Final — 22,42 (→ 6:e plats)
- Lauren Hewitt
  - Omgång 1 — 23,07
  - Omgång 2 — 23,12
  - Semifinal — 23,44 (→ gick inte vidare)
- Cathy Freeman
  - Omgång 1 — 23,11
  - Omgång 2 — 22,75
  - Semifinal — 22,71
  - Final — 22,53 (→ 7:e plats)

Damernas 400 meter
- Cathy Freeman
  - Omgång 1 — 51,63
  - Omgång 2 — 50,31
  - Semifinal — 50,01
  - Final — 49,11 (→ Guld)
- Nova Peris-Kneebone
  - Omgång 1 — 52,51
  - Omgång 2 — 51,28
  - Semifinal — 52,49 (→ gick inte vidare)
- Lee Naylor
  - Omgång 1 — 53,10
  - Omgång 2 — 53,83 (→ gick inte vidare)

Damernas 800 meter
- Tamsyn Lewis
  - Omgång 1 — 02:00,23
  - Semifinal — 01:59,33 (→ gick inte vidare)
- Susan Andrews
  - Omgång 1 — 02:03,31 (→ gick inte vidare)

Damernas 1 500 meter
- Margaret Crowley
  - Omgång 1 — 04:08,85
  - Semifinal — 04:09,16 (→ gick inte vidare)
- Georgie Clarke
  - Omgång 1 — 04:11,74
  - Semifinal — 04:10,99 (→ gick inte vidare)
- Sarah Jamieson
  - Omgång 1 — 04:12,90 (→ gick inte vidare)

Damernas 5 000 meter
- Anne Cross
  - Omgång 1 — 16:07,18 (→ gick inte vidare)
- Benita Willis
  - Omgång 1 — 15:21,37 (→ gick inte vidare)
- Kate Richardson
  - Omgång 1 — 15:45,34 (→ gick inte vidare)

Damernas 10 000 meter
- Clair Fearnley
  - Omgång 1 — 33:47,23 (→ gick inte vidare)
- Natalie Harvey
  - Omgång 1 — 34:12,90 (→ gick inte vidare)
- Kylie Risk
  - Omgång 1 — 34:30,91 (→ gick inte vidare)

Damernas 100 meter häck
- Deborah Edwards
  - Omgång 1 — 13,24 (→ gick inte vidare)

Damernas 400 meter häck
- Jana Pittman
  - Omgång 1 — 56,76 (→ gick inte vidare)
- Lauren Poetschka
  - Omgång 1 — 58,06 (→ gick inte vidare)
- Stephanie Price
  - Omgång 1 — 58,81 (→ gick inte vidare)

Damernas 4 x 100 meter
- Sharon Cripps, Melinda Gainsford-Taylor, Lauren Hewitt, och Elly Hutton
  - Omgång 1 — DNF (→ gick inte vidare)

Damernas 4 x 400 meter
- Susan Andrews, Cathy Freeman, Melinda Gainsford-Taylor, Tamsyn Lewis, Nova Peris-Kneebone, och Jana Pittman
  - Omgång 1 — 03:24,05
  - Final — 03:23,81 (→ 5:e plats)

Damernas diskuskastning
- Lisa-Marie Vizaniari
  - Kval — 62,47
  - Final — 62,57 (→ 8:e plats)
- Daniela Costain
  - Kval — 51,96 (→ gick inte vidare)
- Alison Lever
  - Kval — 59,58 (→ gick inte vidare)

Damernas spjutkastning
- Jo Stone
  - Kval — 58,34 (→ gick inte vidare)
- Louise Currey
  - Kval — 53,32 (→ gick inte vidare)

Damernas släggkastning
- Deborah Sosimenko
  - Kval — 64,01
  - Final — 67,95 (→ 5:e plats)
- Karyne Perkins
  - Kval — 59,49 (→ gick inte vidare)

Damernas längdhopp
- Bronwyn Thompson
  - Kval — 6,55 (→ gick inte vidare)

Damernas höjdhopp
- Alison Inverarity
  - Kval — 1,80 (→ gick inte vidare)

Damernas stavhopp
- Tatiana Grigorieva
  - Kval — 4,30
  - Final — 4,55 (→ Silver)
- Emma George
  - Kval — 4,25 (→ gick inte vidare)

Damernas 20 kilometer gång
- Kerry Saxby-Junna
  - Final — 1:32:02 (→ 7:e plats)
- Lisa Sheridan-Paolini
  - Final — 1:40:57 (→ 39:e plats)
- Jane Saville
  - Final — DSQ

Damernas maraton
- Kerryn McCann
  - Final — 2:28:37 (→ 11:e plats)
- Susan Hobson
  - Final — 2:38:44 (→ 35:e plats)
- Nickey Carroll
  - Final — DNF

Damernas sjukamp
- Jane Jamieson
  - 100 m häck — 14,09
  - Höjd — 1,81
  - Kula — 13,59
  - 200 m — 25,27
  - Längd — 6,09
  - Spjut — 45,32
  - 800 m — 02:16,57
  - Poäng — 61 (→ 10:e plats)

## Fotboll
Damer
| Nr             | Namn                   | Klubb     | Född              | SM        | Mål       |           | Gult kort · Gult kort · Rött kort | Rött kort |
| Målvakter      | Målvakter              | Målvakter | Målvakter         | Målvakter | Målvakter | Målvakter | Målvakter                         | Målvakter |
| -------------- | ---------------------- | --------- | ----------------- | --------- | --------- | --------- | --------------------------------- | --------- |
| 1              | Tracey Wheeler         |           | 26 september 1967 |           |           |           |                                   |           |
| 18             | Leanne Trimboli        |           | 10 november 1975  |           |           |           |                                   |           |
| 22             | Joanna Butland         |           | 24 november 1978  |           |           |           |                                   |           |
| Försvarare     |                        |           |                   |           |           |           |                                   |           |
| 3              | Bridgette Starr        |           | 10 december 1975  |           |           |           |                                   |           |
| 5              | Dianne Alagich         |           | 12 maj 1979       |           |           |           |                                   |           |
| 6              | Anissa Tann            |           | 10 oktober 1967   |           |           |           |                                   |           |
| 8              | Cheryl Salisbury       |           | 8 mars 1974       |           |           |           |                                   |           |
| 14             | Sacha Wainwright       |           | 6 februari 1972   |           |           |           |                                   |           |
| 21             | Amy Taylor             |           | 11 juni 1979      |           |           |           |                                   |           |
| Mittfältare    |                        |           |                   |           |           |           |                                   |           |
| 2              | Kate McShea            |           | 13 april 1983     |           |           |           |                                   |           |
| 4              | Heather Garriock       |           | 21 december 1982  |           |           |           |                                   |           |
| 7              | Alison Forman          |           | 17 mars 1969      |           |           |           |                                   |           |
| 11             | Sharon Black           |           | 4 april 1871      |           |           |           |                                   |           |
| 12             | Bryony Duus            |           | 7 oktober 1977    |           |           |           |                                   |           |
| 15             | Peita-Claire Hepperlin |           | 24 december 1981  |           |           |           |                                   |           |
| 16             | Amy Wilson             |           | 9 juni 1980       |           |           |           |                                   |           |
| 20             | Danielle Small         |           | 7 augusti 1979    |           |           |           |                                   |           |
| Anfallare      |                        |           |                   |           |           |           |                                   |           |
| 9              | Julie Murray           |           | 28 april 1970     |           |           |           |                                   |           |
| 10             | Sunni Hughes           |           | 9 juni 1968       |           |           |           |                                   |           |
| 13             | Alicia Ferguson        |           | 31 oktober 1981   |           |           |           |                                   |           |
| 17             | Kelly Golebiowski      |           | 26 juli 1981      |           |           |           |                                   |           |
| 19             | Lisa Casagrande        |           | 29 maj 1978       |           |           |           |                                   |           |
| Förbundskapten |                        |           |                   |           |           |           |                                   |           |
|                | Chris Tanzey           |           |                   |           |           |           |                                   |           |

Gruppspel
| Lag        | S | V | O | F | GM | IM | MS | P |
| ---------- | - | - | - | - | -- | -- | -- | - |
| Tyskland   | 3 | 3 | 0 | 0 | 6  | 1  | +5 | 9 |
| Brasilien  | 3 | 2 | 0 | 1 | 5  | 3  | +2 | 6 |
| Sverige    | 3 | 0 | 1 | 2 | 1  | 4  | −3 | 1 |
| Australien | 3 | 0 | 1 | 2 | 2  | 6  | −4 | 1 |

Herrar
| Nr          | Namn             | Födelsedatum     | Klubb               |
| Målvakter   | Målvakter        | Målvakter        | Målvakter           |
| ----------- | ---------------- | ---------------- | ------------------- |
| 1           | Danny Milosevic  | 26 juni 1978     | Leeds United FC     |
| 18          | Michael Turnbull | 14 oktober 1981  | Marconi Stallions   |
| Försvarare  |                  |                  |                     |
| 4           | Hayden Foxe      | 23 juni 1977     | West Ham United     |
| 6           | Stephen Laybutt  | 3 augusti 1977   | Feyenoord Rotterdam |
| 12          | Con Blatsis      | 6 juli 1977      | Derby County FC     |
| Mittfältare |                  |                  |                     |
| 2           | Simon Colosimo   | 8 januari 1979   | Carlton SC          |
| 3           | Stan Lazaridis   | 16 augusti 1972  | Birmingham City FC  |
| 5           | Josip Skoko      | 10 december 1975 | KRC Genk            |
| 7           | Brett Emerton    | 22 februari 1979 | Feyenoord Rotterdam |
| 8           | Lucas Neill      | 9 mars 1978      | Millwall FC         |
| 10          | Kasey Wehrman    | 16 augusti 1977  | Perth Glory FC      |
| 13          | Vince Grella     | 5 oktober 1979   | Ternana Calcio      |
| 14          | Nick Rizzo       | 9 juni 1979      | Ternana Calcio      |
| 15          | Mark Bresciano   | 11 februari 1980 | Empoli FC           |
| 16          | Jason Čulina     | 5 augusti 1980   | Ajax Amsterdam      |
| Anfallare   |                  |                  |                     |
| 9           | Mark Viduka      | 9 oktober 1975   | Leeds United FC     |
| 11          | Clayton Zane     | 12 juli 1977     | Molde FK            |
| 17          | Michael Curcija  | 27 juni 1977     | FK Partizan         |

Gruppspel
| Lag        | S | V | O | F | GM | IM | MS | P |
| ---------- | - | - | - | - | -- | -- | -- | - |
| Italien    | 3 | 2 | 1 | 0 | 5  | 2  | +3 | 7 |
| Nigeria    | 3 | 1 | 2 | 0 | 7  | 6  | +1 | 5 |
| Honduras   | 3 | 1 | 1 | 1 | 6  | 7  | −1 | 4 |
| Australien | 3 | 0 | 0 | 3 | 3  | 6  | −3 | 0 |

## Fäktning
Florett, herrar
- Gerald McMahon

Värja, herrar
- Gerry Adams
- Nick Heffernan
- David Nathan

Värja, lag, herrar
- Gerry Adams, Nick Heffernan, Luc Cartillier

Florett, damer
- Jo Halls

Värja, damer
- Evelyn Halls

## Handboll
Herrar
| Lag        | Pld | W | D | L | GF  | GA  | GD  | Poäng |
| ---------- | --- | - | - | - | --- | --- | --- | ----- |
| Norge      | 4   | 4 | 0 | 0 | 101 | 72  | +29 | 8     |
| Danmark    | 4   | 3 | 0 | 1 | 124 | 83  | +41 | 6     |
| Österrike  | 4   | 2 | 0 | 2 | 131 | 90  | +41 | 4     |
| Brasilien  | 4   | 1 | 0 | 3 | 100 | 133 | -33 | 2     |
| Australien | 4   | 0 | 0 | 4 | 59  | 137 | -78 | 0     |

Damer
| Lag        | Pld | W | D | L | GF  | GA  | GD  | Poäng |
| ---------- | --- | - | - | - | --- | --- | --- | ----- |
| Norge      | 4   | 4 | 0 | 0 | 101 | 72  | +29 | 8     |
| Danmark    | 4   | 3 | 0 | 1 | 124 | 83  | +41 | 6     |
| Österrike  | 4   | 2 | 0 | 2 | 131 | 90  | +41 | 4     |
| Brasilien  | 4   | 1 | 0 | 3 | 100 | 133 | -33 | 2     |
| Australien | 4   | 0 | 0 | 4 | 59  | 137 | -78 | 0     |

## Kanotsport
Sprint
Herrar
Herrarnas K-1 500 m
- Nathan Baggaley
  - Kvalheat — 01:41,854
  - Semifinal — 01:40,884 (→ gick inte vidare)

Herrarnas K-1 1000 m
- Clint Robinson
  - Kvalheat — 03:40,197
  - Semifinal — 03:40,745 (→ gick inte vidare)

Herrarnas K-2 500 m
- Andrew Trim och Daniel Collins
  - Kvalheat — 01:30,393
  - Semifinal — 01:31,475
  - Final — 01:47,895 (→  Silver)

Herrarnas K-2 1000 m
- Brian Morton och Luke Young
  - Kvalheat — 03:20,934
  - Semifinal — 03:25,046 (→ gick inte vidare)

Herrarnas K-4 1000 m
- Ross Chaffer, Cameron McFadzean, Peter Scott och Shane Suska
  - Kvalheat — 03:05,893
  - Semifinal — 03:05,527 (→ gick inte vidare)

Damer
Damernas K-1 500 m
- Katrin Borchert
  - Kvalheat — 01:52,187
  - Semifinal — 01:53,070
  - Final — 02:15,138 (→  Brons)

Damernas K-2 500 m
- Katrin Borchert och Anna Wood
  - Kvalheat — 01:45,250
  - Semifinal — 01:44,682
  - Final — 02:01,472 (→ 6:e plats)

Damernas K-4 500 m
- Yanda Nossiter, Shelley Oates-Wilding, Kerri Randle, Amanda Simper
  - Kvalheat — 01:37,081
  - Semifinal — 01:38,580 (→ gick inte vidare)

Slalom
Herrar
Herrarnas K-1 slalom
- John Wilkie
  - Kval — 320,84 (→ gick inte vidare)

Herrarnas C-1 slalom
- Robin Bell
  - Kval — 268,74
  - Final — 244,48 (→ 9th place)

Herrarnas C-2 slalom
- Andrew Farrance och Kai Swoboda
  - Kval — 347,33 (→ gick inte vidare)

Damer
Damernas K-1 slalom
- Danielle Woodward
  - Kval — 313,80
  - Final — 261,89 (→ 8:e plats)

## Landhockey
Herrar
Coach: Terry Walsh

1. Michael Brennan
2. Adam Commens
3. Jason Duff
4. Troy Elder
5. James Elmer
6. Damon Diletti (GK)
7. Lachlan Dreher (GK)
8. Paul Gaudoin
9. Jay Stacy
10. Daniel Sproule
11. Stephen Davies
12. Michael York (c)
13. Craig Victory
14. Stephen Holt
15. Matthew Wells
16. Brent Livermore

Gruppspel
| Lag        | Spelade | W | D | L | GF | GA | Poäng |
| ---------- | ------- | - | - | - | -- | -- | ----- |
| Australien | 5       | 3 | 2 | 0 | 12 | 6  | 11    |
| Sydkorea   | 5       | 2 | 2 | 1 | 9  | 7  | 8     |
| Indien     | 5       | 2 | 2 | 1 | 9  | 7  | 8     |
| Argentina  | 5       | 1 | 2 | 2 | 13 | 13 | 5     |
| Polen      | 5       | 1 | 2 | 2 | 12 | 14 | 4     |
| Spanien    | 5       | 0 | 2 | 3 | 7  | 15 | 2     |

Slutspel
|  | Semifinaler          | Semifinaler          |       |                   | Final             | Final |  |
|  |                      |                      |       |                   |                   |       |  |
|  | 28 september 2000    |                      |       |                   |                   |       |  |
|  | Pakistan             | 0                    |       |                   |                   |       |  |
|  | Sydkorea             | 1                    |       |                   |                   |       |  |
|  |                      |                      |       |                   |                   |       |  |
|  |                      |                      |       |                   | 30 september 2000 |       |  |
|  |                      |                      |       |                   | Sydkorea          | 3 (4) |  |
|  |                      | Nederländerna (p.s.) | 3 (5) |                   |                   |       |  |
|  |                      |                      |       |                   |                   |       |  |
|  |                      |                      |       |                   |                   |       |  |
|  |                      |                      |       |                   | Bronsmatch        |       |  |
|  | 28 september 2000    | 28 september 2000    |       | 30 september 2000 | 30 september 2000 |       |  |
|  | Nederländerna (p.s.) | 0 (5)                |       | Pakistan          | 3                 |       |  |
|  | Australien           | 0 (4)                |       |                   | Australien        | 6     |  |

Damer
Coach: Robert Haigh

1. Alyson Annan
2. Juliet Haslam
3. Alison Peek
4. Claire Mitchell-Taverner
5. Kate Starre
6. Kate Allen
7. Lisa Carruthers
8. Rechelle Hawkes
9. Clover Maitland (GK)
10. Rachel Imison (GK)
11. Angie Skirving
12. Julie Towers
13. Renita Garard
14. Jenny Morris
15. Katrina Powell
16. Nikki Hudson

Gruppspel
| Lag            | Spelade | W | D | L | GF | GA | Poäng |
| -------------- | ------- | - | - | - | -- | -- | ----- |
| Australien     | 4       | 3 | 1 | 0 | 9  | 3  | 10    |
| Argentina      | 4       | 2 | 0 | 2 | 5  | 6  | 6     |
| Spanien        | 4       | 1 | 2 | 1 | 2  | 3  | 5     |
| Storbritannien | 4       | 1 | 1 | 2 | 5  | 5  | 4     |
| Sydkorea       | 4       | 0 | 2 | 2 | 4  | 8  | 2     |

Slutspel
| Lag           | Spelade | W | D | L | GF | GA | Poäng |
| ------------- | ------- | - | - | - | -- | -- | ----- |
| Australien    | 5       | 4 | 1 | 0 | 17 | 3  | 13    |
| Argentina     | 5       | 3 | 0 | 2 | 13 | 7  | 9     |
| Nederländerna | 5       | 2 | 0 | 3 | 8  | 14 | 6     |
| Spanien       | 5       | 1 | 3 | 1 | 5  | 5  | 6     |
| Kina          | 5       | 1 | 1 | 3 | 4  | 10 | 4     |
| Nya Zeeland   | 5       | 1 | 1 | 3 | 8  | 16 | 4     |

## Modern femkamp
Damer
- Kitty Chiller — 4886 poäng, 14:e plats

Herrar
- Robert McGregor — 4784 poäng, 20:e plats

Coacher:
- Anthony Klarica, John Olsen, John Gilman, Scott Arnold, Russel Johnston

## Rodd
Herrar
| Idrottare | Gren                        | Heat    | Heat      | Återkval | Återkval  | Semifinal | Semifinal | Final   | Final     | Final |
| Idrottare | Gren                        | Tid     | Placering | Tid      | Placering | Tid       | Placering | Tid     | Placering |       |
| --- | --------------------------- | ------- | --------- | -------- | --------- | --------- | --------- | ------- | --------- | ----- |
| Matthe Long James Tomkins | Tvåa utan styrman           | 6:46,99 | 2 SA/B    | Bye      | Bye       | 6:34,42   | 1 FA      | 6:34,26 | 3         |       |
| Haimish Karrasch Bruce Hick                                                                                                  | Lättvikts-dubbelsculler     | 6:33,48 | 1 SA/B    | Bye      | Bye       | 6:25,20   | 4 FB      | 6:26,21 | 7         |       |
| James Stewart Ben Dodwell Geoffrey Stewart Bo Hanson                                                                         | Fyra utan styrman           | 6:05,03 | 2 SA/B    | Bye      | Bye       | 6:02,03   | 1 FA      | 5:57,61 | 3         |       |
| Peter Hardcastle Jason Day Stuart Reside Duncan Free                                                                         | Scullerfyra                 | 5:52,09 | 1 SA/B    | Bye      | Bye       | 5:50,26   | 2 FA      | 5:50,32 | 4         |       |
| Simon Burgess Anthony Edwards Darren Balmforth Robert Richards                                                               | Lättvikts-fyra utan styrman | 6:11,42 | 1 SA/B    | Bye      | Bye       | 6:00,82   | 1 FA      | 6:02,09 | 2         |       |
| Christian Ryan Alastair Gordon Nick Porzig Robert Jahrling Mike McKay Stuart Welch Daniel Burke Jaime Fernandez Brett Hayman | Åtta med styrman            | 5:32,85 | 1 FA      | Bye      | Bye       | i.u.      | i.u.      | 5:33,88 | 2         |       |

Damer
| Idrottare | Gren                    | Heat    | Heat      | Återkval | Återkval  | Semifinal | Semifinal | Final   | Final     | Final |
| Idrottare | Gren                    | Tid     | Placering | Tid      | Placering | Tid       | Placering | Tid     | Placering |       |
| --- | ----------------------- | ------- | --------- | -------- | --------- | --------- | --------- | ------- | --------- | ----- |
| Georgina Douglas                                                                                                 | Singelsculler           | 7:43,48 | 2 R       | 7:42,67  | 1 SA/B    | 7:32,34   | 2 FA      | 7:37,88 | 5         |       |
| Kate Slatter Rachael Taylor                                                                                      | Tvåa utan styrman       | 7:20,69 | 2 R       | 7:19,79  | 1 FA      | i.u.      | i.u.      | 7:12,56 | 2         |       |
| Marina Hatzakis Bronwyn Roye                                                                                     | Dubbelsculler           | 7:18,40 | 4 R       | 7:10,09  | 2 FA      | i.u.      | i.u.      | 7:05,35 | 6         |       |
| Virginia Lee Sally Newmarch                                                                                      | Lättvikts-dubbelsculler | 7:11,11 | 2 R       | 7:14,08  | 1 SA/B    | 7:06,58   | 3 FA      | 7:12,04 | 4         |       |
| Monique Heinke Kerry Knowler Sally Robbins Julia Wilson                                                          | Scullerfyra             | 6:47,01 | 4 R       | 6:42,22  | 3 FB      | i.u.      | i.u.      | 6:37,22 | 7         |       |
| Alison Davies Katie Foulkes Rachael Kininmonth Kristina Larsen Martin Roberts Jane Robinson Thompson Jodi Winter | Åtta med styrman        | 6:17,44 | 2 R       | 6:17,72  | 3 FA      | i.u.      | i.u.      | 6:15,16 | 5         |       |

## Segling
Herrar
| Seglare          | Gren      | Lopp | Lopp | Lopp | Lopp | Lopp | Lopp | Lopp | Lopp | Lopp | Lopp | Lopp | Summerad poäng | Finalplacering |
| Seglare          | Gren      | 1    | 2    | 3    | 4    | 5    | 6    | 7    | 8    | 9    | 10   | 11   | Summerad poäng | Finalplacering |
| ---------------- | --------- | ---- | ---- | ---- | ---- | ---- | ---- | ---- | ---- | ---- | ---- | ---- | -------------- | -------------- |
| Lars Kleppich    | Mistral   | 4    | OCS  | 18   | 3    | 8    | 1    | 18   | 8    | 5    | 9    | 5    | 61             | 4              |
| Anthony Nossiter | Finnjolle | 12   | 14   | 13   | 20   | 6    | 10   | 14   | 19   | 8    | 2    | 15   | 94             | 13             |

M = Medaljlopp; EL = Eliminerad – gick inte vidare till medaljloppet;
470
- King Tom och Mark Turnball
  - Lopp 1 — 5
  - Lopp 2 — 1
  - Lopp 3 — 2
  - Lopp 4 — (14)
  - Lopp 5 — 7
  - Lopp 6 — 10
  - Lopp 7 — 8
  - Lopp 8 — 1
  - Lopp 9 — 2
  - Lopp 10 — (11)
  - Lopp 11 — 2
  - Final — 38 (Guld)

Laser
- Michael Blackburn
  - Lopp 1 — 8
  - Lopp 2 — 9
  - Lopp 3 — 2
  - Lopp 4 — (18)
  - Lopp 5 — 6
  - Lopp 6 — 5
  - Lopp 7 — (22)
  - Lopp 8 — 2
  - Lopp 9 — 12
  - Lopp 10 — 3
  - Lopp 11 — 14
  - Final — 60 (Brons)

Tornado
- Darren Bundock och John Forbes
  - Lopp 1 — 1
  - Lopp 2 — 3
  - Lopp 3 — 4
  - Lopp 4 — 4
  - Lopp 5 — 4
  - Lopp 6 — (7)
  - Lopp 7 — 2
  - Lopp 8 — 4
  - Lopp 9 — (5)
  - Lopp 10 — 2
  - Lopp 11 — 1
  - Final — 25 (Silver)

Starbåt
- Colin Beashel och David Giles
  - Lopp 1 — 8
  - Lopp 2 — 8
  - Lopp 3 — 6
  - Lopp 4 — 1
  - Lopp 5 — 3
  - Lopp 6 — 2
  - Lopp 7 — 8
  - Lopp 8 — 9
  - Lopp 9 — (17) DSQ
  - Lopp 10 — (12)
  - Lopp 11 — 6
  - Final — 51 (7:e plats)

Soling
- Neville Wittey, Joshua GLopp och David Edwards
  - Utslagningsomgång, grupp 2 1-4 (5:e plats — gick inte vidare)

Mistral
- Jessica Crisp
  - Lopp 1 — 13
  - Lopp 2 — (15)
  - Lopp 3 — 4
  - Lopp 4 — 4
  - Lopp 5 — 9
  - Lopp 6 — 8
  - Lopp 7 — 4
  - Lopp 8 — (16)
  - Lopp 9 — 3
  - Lopp 10 — 4
  - Lopp 11 — 10
  - Final — 59 (5:e plats)

Europajolle
- Melanie Dennison
  - Lopp 1 — 18
  - Lopp 2 — 17
  - Lopp 3 — 7
  - Lopp 4 — (28) OCS
  - Lopp 5 — (19)
  - Lopp 6 — 10
  - Lopp 7 — 19
  - Lopp 8 — 8
  - Lopp 9 — 3
  - Lopp 10 — 4
  - Lopp 11 — 16
  - Final — 102 (15:e plats)

470
- Jenny Armstrong och Belinda Stowell
  - Lopp 1 — 1
  - Lopp 2 — (11)
  - Lopp 3 — (18)
  - Lopp 4 — 5
  - Lopp 5 — 8
  - Lopp 6 — 7
  - Lopp 7 — 1
  - Lopp 8 — 6
  - Lopp 9 — 3
  - Lopp 10 — 1
  - Lopp 11 — 1
  - Final — 33 (Guld)

49er
- Chris Nicholson och Daniel Phillips
  - Lopp 1 — 11
  - Lopp 2 — 11
  - Lopp 3 — 1
  - Lopp 4 — (14)
  - Lopp 5 — 1
  - Lopp 6 — 1
  - Lopp 7 — 12
  - Lopp 8 — 3
  - Lopp 9 — 1
  - Lopp 10 — 6
  - Lopp 11 — (17)
  - Lopp 12 — 10
  - Lopp 13 — 8
  - Lopp 14 — 5
  - Lopp 15 — 9
  - Lopp 16 — 7
  - Final — 86 (6:e plats)

## Simhopp
Herrar
| Hoppare                    | Gren                       | Kval   | Kval      | Semifinal | Semifinal | Final            | Final            |
| Hoppare                    | Gren                       | Poäng  | Placering | Poäng     | Placering | Poäng            | Placering        |
| -------------------------- | -------------------------- | ------ | --------- | --------- | --------- | ---------------- | ---------------- |
| Robert Newbery             | Herrarnas 3 m              | 402,03 | 9 Q       | 594,90    | 15        | Gick inte vidare | Gick inte vidare |
| Dean Pullar                | Herrarnas 3 m              | 406,65 | 8 Q       | 629,43    | 8 Q       | 647,40           | 5                |
| Mathew Helm                | Herrarnas 10 m             | 455,37 | 5 Q       | 653,40    | 4 Q       | 618,24           | 8                |
| Robert Newbery             | Herrarnas 10 m             | 437,40 | 9 Q       | 619,98    | 9 Q       | 613,98           | 10               |
| Robert Newbery Dean Pullar | Herrarnas 3 m parhoppning  | i.u.   | i.u.      | i.u.      | i.u.      | 322,86           | 3                |
| Mathew Helm Robert Newbery | Herrarnas 10 m parhoppning | i.u.   | i.u.      | i.u.      | i.u.      | 333,24           | 5                |

Damer
| Hoppare                        | Gren                      | Kval   | Kval      | Semifinal        | Semifinal        | Final            | Final            |
| Hoppare                        | Gren                      | Poäng  | Placering | Poäng            | Placering        | Poäng            | Placering        |
| ------------------------------ | ------------------------- | ------ | --------- | ---------------- | ---------------- | ---------------- | ---------------- |
| Rebecca Gilmore                | Damernas 3 m              | 259,74 | =18 Q     | 475,29           | 17               | Gick inte vidare | Gick inte vidare |
| Chantelle Michell              | Damernas 3 m              | 270,75 | 13 Q      | 499,59           | 12 Q             | 550,68           | 7                |
| Rebecca Gilmore                | Damernas 10 m             | 288,99 | 12 Q      | 464,91           | 10 Q             | 448,95           | 11               |
| Loudy Tourky                   | Damernas 10 m             | 257,40 | 24        | Gick inte vidare | Gick inte vidare | Gick inte vidare | Gick inte vidare |
| Chantelle Michell Loudy Tourky | Damernas 3 m parhoppning  | i.u.   | i.u.      | i.u.             | i.u.             | 283,05           | 4                |
| Rebecca Gilmore Loudy Tourky   | Damernas 10 m parhoppning | i.u.   | i.u.      | i.u.             | i.u.             | 301,50           | 3                |

## Softboll
Grundomgång
|             | Spelade | Vunna | Förlorade | RF | RA | Procent |
| ----------- | ------- | ----- | --------- | -- | -- | ------- |
| Japan       | 7       | 7     | 0         | 18 | 7  | 1,000   |
| Australien  | 7       | 6     | 1         | 22 | 5  | 0,857   |
| Kina        | 7       | 5     | 2         | 26 | 4  | 0,714   |
| USA         | 7       | 4     | 3         | 19 | 6  | 0,571   |
| Italien     | 7       | 2     | 5         | 3  | 27 | 0,286   |
| Nya Zeeland | 7       | 2     | 5         | 12 | 22 | 0,286   |
| Kuba        | 7       | 1     | 6         | 6  | 30 | 0,143   |
| Kanada      | 7       | 1     | 6         | 13 | 18 | 0,143   |

## Taekwondo
| Idrottare       | Gren             | Åttondelsfinaler       | Kvartsfinaler          | Semifinaer           | Återkval omg. 1         | Återkval omg. 2      | Bronsmatch           | Final                | Final            |
| Idrottare       | Gren             | Motståndare Resultat   | Motståndare Resultat   | Motståndare Resultat | Motståndare Resultat    | Motståndare Resultat | Motståndare Resultat | Motståndare Resultat | Placering        |
| --------------- | ---------------- | ---------------------- | ---------------------- | -------------------- | ----------------------- | -------------------- | -------------------- | -------------------- | ---------------- |
| Paul Lyons      | Herrarnas −58 kg | Sekkat (MAR) L 4–4 SUP | Gick inte vidare       | Gick inte vidare     | Gick inte vidare        | Gick inte vidare     | Gick inte vidare     | Gick inte vidare     | Gick inte vidare |
| Carlo Massimino | Herrarnas −68 kg | Zas (ESP) W 3–3 SUP    | Lopez (USA) L 1–1 SUP  | Gick inte vidare     | Nolano (ITA) W 9–7      | Saei (IRI) L 5–6     | Gick inte vidare     | Gick inte vidare     | Gick inte vidare |
| Warren Hansen   | Herrarnas −80 kg | Dahmani (DEN) W 6–5    | Ebnoutalib (GER) L 1–2 | Gick inte vidare     | Al-Fararjeh (JOR) W 5–4 | Livaja (SWE) L 0–1   | Gick inte vidare     | Gick inte vidare     | Gick inte vidare |
| Daniel Trenton  | Herrarnas +80 kg | Thoren (SWE) W 6–3     | Daley (GBR) W 8–4      | Castro (COL) W 8–2   | Bye                     | Bye                  | Bye                  | Kim (KOR) L 2–6      | 2                |
| Lauren Burns    | Damernas −49 kg  | Bye                    | Chi (TPE) W 3–3 SUP    | Poulsen (DEN) W 1–0  | Bye                     | Bye                  | Bye                  | Melendez (CUB) W 4–2 | 1                |
| Cynthia Cameron | Damernas −57 kg  | Hsu (TPE) L 0–6        | Gick inte vidare       | Gick inte vidare     | Gick inte vidare        | Gick inte vidare     | Gick inte vidare     | Gick inte vidare     | Gick inte vidare |
| Lisa O'Keefe    | Damernas −67 kg  | Mueskens (NED) L 6–8   | Gick inte vidare       | Gick inte vidare     | Gick inte vidare        | Gick inte vidare     | Gick inte vidare     | Gick inte vidare     | Gick inte vidare |
| Tanya White     | Damernas +67 kg  | Chen (CHN) L 0–6       | Gick inte vidare       | Gick inte vidare     | Bourguigue (MAR) L 1–3  | Gick inte vidare     | Gick inte vidare     | Gick inte vidare     | Gick inte vidare |

## Tennis
Herrar
| Spelare                        | Gren       | Omgång 1                        | Omgång 2                     | Åttondelsfinaler                    | Kvartsfinaler                         | Semifinaler                            | Final / BM                                      | Final / BM       |
| Spelare                        | Gren       | Motståndare Poäng               | Motståndare Poäng            | Motståndare Poäng                   | Motståndare Poäng                     | Motståndare Poäng                      | Motståndare Poäng                               | Placering        |
| ------------------------------ | ---------- | ------------------------------- | ---------------------------- | ----------------------------------- | ------------------------------------- | -------------------------------------- | ----------------------------------------------- | ---------------- |
| Lleyton Hewitt                 | Herrsingel | Mirnji (BLR) L 3-6, 3-6         | Gick inte vidare             | Gick inte vidare                    | Gick inte vidare                      | Gick inte vidare                       | Gick inte vidare                                | Gick inte vidare |
| Andrew Ilie                    | Herrsingel | Vicente (ESP) L 3-6, 3-6        | Gick inte vidare             | Gick inte vidare                    | Gick inte vidare                      | Gick inte vidare                       | Gick inte vidare                                | Gick inte vidare |
| Mark Philippoussis             | Herrsingel | Johansson (SWE) W 7-6(8-6), 6-4 | Pless (DEN) W 6-4, 6-4       | Kafelnikov (RUS) L 6-7(4-7), 3-6    | Gick inte vidare                      | Gick inte vidare                       | Gick inte vidare                                | Gick inte vidare |
| Pat Rafter                     | Herrsingel | Spadea (USA) W 6-4, 6-3         | Nestor (CAN) L 5-7, 6-7(4-7) | Gick inte vidare                    | Gick inte vidare                      | Gick inte vidare                       | Gick inte vidare                                | Gick inte vidare |
| Todd Woodbridge Mark Woodforde | Herrdubbel | i.u.                            | Bye                          | Bupati / Paes (IND) W 6-3, 7-6(7-1) | Hrbaty / Kucera (SVK) W 7-6(7-5), 6-4 | Corretja / Costa (ESP) W 6-3, 7-6(7-5) | Lareau / Nestor (CAN) L 7-5, 3-6, 4-6, 6-7(2-7) | 2                |

Damer
| Spelare                    | Gren      | Omgång 1                       | Omgång 2                                 | Åttondelsfinaler                             | Kvartsfinaler                 | Semifinaler                      | Final / BM             | Final / BM       |
| Spelare                    | Gren      | Motståndare Poäng              | Motståndare Poäng                        | Motståndare Poäng                            | Motståndare Poäng             | Motståndare Poäng                | Motståndare Poäng      | Placering        |
| -------------------------- | --------- | ------------------------------ | ---------------------------------------- | -------------------------------------------- | ----------------------------- | -------------------------------- | ---------------------- | ---------------- |
| Jelena Dokic               | Damsingel | Sugiyama (JPN) W 6-0, 7-6(7-1) | Grande (ITA) W 5-7, 6-3, 6-3             | de los Rios (PAR) W 7-6(7-5), 7-5            | Coetzer (RSA) W 6-1, 1-6, 6-1 | Dementieva (RUS) L 6-2, 4-6, 4-6 | Seles (USA) L 1-6, 4-6 | 4                |
| Alicia Molik               | Damsingel | Schett (AUT) L 6-7(7-9), 2-6   | Gick inte vidare                         | Gick inte vidare                             | Gick inte vidare              | Gick inte vidare                 | Gick inte vidare       | Gick inte vidare |
| Nicole Pratt               | Damsingel | Dragomir (ROM) W 6-3, 6-3      | Dechy (FRA) L 3-6, 1-6                   | Gick inte vidare                             | Gick inte vidare              | Gick inte vidare                 | Gick inte vidare       | Gick inte vidare |
| Jelena Dokic Rennae Stubbs | Damdubbel | i.u.                           | Malhotra / Vaidyanathan (IND) W 6-0, 6-0 | Boogert / Oremans (NED) L 6-2, 6-7(4-7), 4-6 | Gick inte vidare              | Gick inte vidare                 | Gick inte vidare       | Gick inte vidare |

## Triathlon
| Triathlet       | Gren                | Simning (1,5 km) | Cykling (40 km) | Löpning (10 km) | Total tid  | Placering |
| --------------- | ------------------- | ---------------- | --------------- | --------------- | ---------- | --------- |
| Peter Robertson | Herrarnas triathlon | 18:47,49         | 58:40,90        | 34:10,65        | 1:51:39,04 | 34        |
| Miles Stewart   | Herrarnas triathlon | 18:20,49         | 58:59,60        | 31:54,43        | 1:49:14,52 | 6         |
| Craig Walton    | Herrarnas triathlon | 17:43,89         | 59:36,80        | 33:36,97        | 1:50:57,66 | 27        |
| Nicole Hackett  | Damernas triathlon  | 19:41,08         | 1:05:37,10      | 37:52,63        | 2:03:10,81 | 9         |
| Loretta Harrop  | Damernas triathlon  | 19:37,98         | 1:05:40,70      | 36:24,14        | 2:01:42,82 | 5         |
| Michellie Jones | Damernas triathlon  | 19:43,88         | 1:05:32,90      | 35:25,77        | 2:00:42,55 | 2         |